# Шар (місто)
Шар (каз. Шар) — місто у складі Жарминського району Абайської області Казахстану. Адміністративний центр Шарської міської адміністрації.
Населення — 6719 осіб (2021; 8156 у 2009, 9482 у 1999, 10428 у 1989).
Станом на 1989 рік місто називалось Чарськ.